# فرست هاوائین بنک
فرست هاوائین بنک (انگلیسی: First Hawaiian Bank) شرکت خدمات مالی و بانکداری آمریکایی است، که در سال ۱۸۵۸ تأسیس شد.